# Corfinio (liquore)
Il Corfinio è un liquore abruzzese dolce ad alta gradazione alcolica (39°) e prodotto dalla distillazione di erbe, semi e radici. È prodotto a Chieti, la sede principale è in viale Amendola.

## Origine del nome
Il nome trae origine da Corfinium, antica capitale della Lega Italica contro Roma nel V secolo a.C.

## Storia e caratteristiche
La sua produzione e commercializzazione ha origine nel 1858, quando Giulio Barattucci inventò questo liquore. L'alchimista, originario di Guilmi (CH), si trasferì giovanissimo a Chieti, dove volle realizzare il distillato con 42 erbe, semi e radici, e colorato con lo zafferano abruzzese aquilano. Era il 1858. Anni più avanti Gabriele D'Annunzio, gustandolo, gli attribuì già la qualità che in futuro verrà data all'Abruzzo da Primo Levi: "forte e gentile". Venne descritto dal poeta in un articolo del 1885 come il liquore giallo oro teatino, raccontando dell'immediato successo presso Chieti. Anche il musicista pescarese Vittorio Pepe (1863-1943), amico di D'Annunzio, compose una canzone di pubblicità intitolata "Al Corfinio".
Giulio Barattucci in seguito realizzerà altri liquori come l'Amaro Majella, Aternum, e la Centerba. Accolto nel cenacolo dannunziano del Convento Michetti di Francavilla al Mare, strinse sodalizio col pittore Francesco Paolo Michetti, che progettò il disegno della bottiglia del Corfinio, abbellendola con decorazioni etrusche ed ellenistiche. Presto il liquore divenne noto anche a Vittorio Emanuele II, e il Barattucci divenne fornitore della Real Casa. 
Il primo stabilimento di produzione fu costruito in via Gaetani d'Aragona a Chieti, distrutto però nel 1925 da un incendio, e ricostruito poco lontano in via Ferri. Purtroppo nel dopoguerra il commercio andò in crisi per le nuove strategie di mercato e lotte familiari, e la distilleria chiuse nel 1984. 14 anni dopo il liquore fu riproposto sul mercato, e riscosse nuovamente immediato successo. Nella sede storica del 1925 oggi è stato creato un museo a tema. 
Il sapore è forte ma ingentilito dalla miscela di fragranze erbacee. La distillazione è effettuata a caldo in alambicchi di rame, a fuoco lento. Si toglie la "testa - cuore" del distillato, per trovare la coda, prodotto lattiginoso e molto aromatico, che viene eliminato. Il cuore viene prelevato di nuovo e miscelato con essenze naturali, e lasciato a riposo un'ora ogni 30 giorni. 
Si miscela l'acqua osmotizzata e zucchero. Alla trasformazione in liquido del composto, si aggiunge alcool puro a 98 gradi, in dosi però da rendere il composto di 39 gradi. Si aggiunge colorante di zafferano per dare cromatura, e dopo 15 giorni avviene l'imbottigliamento.
Al liquore è dedicata una Mostra permanente, nella sede storica di viale G. Amendola a Chieti.